# 1933年逝世人物列表
1933年逝世人物列表：1月 - 2月 - 3月 - 4月 - 5月 - 6月 - 7月 - 8月 - 9月 - 10月 - 11月 - 12月
下面是1933年逝世的知名人士列表。

## 1月

### 3日
- 威廉·古诺，德國商人、政治家和德國第15任總理
- 傑克·皮克福德，加拿大出生的演員、電影導演和製片人

### 5日
- 卡尔文·柯立芝，美國第30任總統

### 7日
- 伯特·欣克勒，澳大利亞飛行員

### 9日
- 凱特·格裡森，美國工程師
- 達芙妮·阿克赫斯特，澳大利亞網球冠軍

### 10日
- 羅伯托·曼托瓦尼，義大利地質學家

### 17日
- 路易士·康福特·蒂芙尼，美國彩色玻璃藝術家、珠寶設計師，查理斯·路易斯·蒂芙尼之子

### 25日
- 路易斯·塞爾茲尼克，美國電影製片人

### 29日
- 湯瑪斯·科沃德，英國鳥類學家
- 薩拉·蒂斯代爾，美國抒情詩人

### 31日
- 約翰·高爾斯沃西，英國作家，諾貝爾獎獲得者[1]

## 2月

### 5日
- 詹姆斯·班寧，美國航空先驅
- 喬賽亞·湯瑪斯，澳大利亞政治家

### 12日
- 亨利·杜派克，法國作曲家
- 威廉·羅伯遜，英國陸軍元帥

### 14日
- 卡尔·科伦斯，德國植物學家、遺傳學家

### 15日
- 派特·沙利文，澳大利亞出生的美國導演、動畫電影製片人

### 18日
- 詹姆斯·科貝特，美國拳擊手[2]

### 26日
- 斯波蒂斯伍德·艾特肯，英裔美國演員
- 俄羅斯亞歷山大·米哈伊洛維奇大公

### 27日
- 沃爾特·希爾斯，美國演員

## 3月

### 1日
- 烏瓦齊米爾·日烏卡，白俄羅斯詩人

### 2日
- 托马斯·J·沃尔什，美國政治家

### 6日
- 伊利諾伊州芝加哥市市長安東·切爾馬克（被暗殺）[3]
- 西里爾·R·詹杜斯，美國律師和政治家

### 10日
- 艾哈邁德·謝里夫·塞努西，利比亞塞努西騎士團首領

### 13日
- 安東·季米特洛夫，保加利亞革命領袖
- 羅伯特·因尼斯，南非天文學家

### 14日
- 安东尼奥·加尔巴索，義大利物理學家、政治家

### 15日
- 古斯塔沃·希門尼斯，秘魯臨時總統

### 18日
- 路易吉·阿梅迪奧，義大利登山家、探險家和海軍上將

### 19日
- 艾哈德·海登，德國納粹軍官和 Schutzstaffel 的 Reichsführer-SS 第三指揮官

### 20日
- 朱塞佩·讚加拉，美國刺殺佛蘭克林·羅斯福未遂

### 26日
- 埃迪·朗，美國音樂家

### 30日
- 丹·奧康納，加拿大探礦者

### 31日
- 巴尔塔萨尔·布鲁姆，烏拉圭第23任總統

## 4月

### 1日
- 第一代切爾姆斯福德子爵弗雷德里克·蒂西格，英國政治家和殖民地總督，印度總督

### 2日
- 蘭吉辛吉，印度板球運動員和 Nawanagar 的統治者。

### 4日
- 威廉·阿杰·莫菲特，美國海軍上將（飛艇阿克倫號（ZRS-4）墜毀）

### 7日
- 奧地利大公查理斯·斯蒂芬

- 瑪麗·伊莎貝拉·麥克勞德，北美先驅

### 17日
- 哈麗特·布魯克斯，加拿大物理學家

### 20日
- 威廉·考特尼，加拿大演員、導演

### 22日
- 圖恩和塔克西斯的路德維希·菲力浦親王
- 亨利·萊斯，英國汽車製造商

### 23日
- 蒂姆·基夫，美國棒球運動員，美國職業棒球大聯盟名人堂成員

### 30日
- 路易斯·米格尔·桑切斯·塞罗，秘魯第77任總理，秘魯第48任總統（遇刺）

## 5月

### 2日
- 倫納德·赫胥黎，英國作家

### 3日
- 弗雷德里克·克爾，英國演員

### 6日
- 李清云，中醫、武術家和戰術顧問

### 13日
- 歐內斯特·托倫斯，英國演員

### 15日
- 赫爾曼·馮·弗朗索瓦，德國將軍

### 16日
- 約翰·亨利·麥凱，蘇格蘭出生的德國無政府主義作家和哲學家[4]

### 22日
- 桑多爾·費倫齊，匈牙利精神分析學家

### 24日
- 马之华，英國新教傳教士
- 第一代韋斯特·韋米斯男爵羅斯林·韋米斯，英國海軍上將

### 26日
- 霍雷肖·博特利，英國政治家和商人[5]
- 吉米·罗杰斯，美國鄉村歌手

## 6月

### 2日
- 弗兰克·贾维斯，美國運動員

### 7日
- 賽勒斯·赫爾曼·科茨施瑪律·柯蒂斯，美國出版商

### 15日
- 希爾德加德·布爾揚，德國羅馬天主教修女和祝福

### 18日
- 哈裡·斯威特，美國演員兼導演

### 25日
- 让·屈尼奥，法國奧運自行車運動員
- 喬瓦尼·賈科梅蒂，瑞士畫家

### 29日
- 羅斯科·阿巴克爾，美國演員、喜劇演員、電影導演和編劇

## 7月

### 3日
- 伊波利托·伊里戈延，阿根廷第18任總統
- 弗朗茨·威廉·塞沃特，德國畫家、雕塑家

### 6日
- 罗伯特·卡亚努斯，芬蘭指揮家和作曲家

### 11日
- 愛德華·狄龍，美國演員、導演

### 15日
- 歐文·巴比特，美國文學評論家
- 弗雷迪·凱帕德，美國爵士音樂家
- 萊昂·德·維特·德·海倫，比利時將軍

### 18日
- 查理斯·普林斯，法國演員

### 27日
- 武藤信義，日本陸軍元帥、大使

## 8月

### 1日
- 蘇萊曼·德爾維納，阿爾巴尼亞政治家，阿爾巴尼亞第五任總理

### 10日
- 阿爾夫·摩根斯，澳大利亞政治家，西澳大利亞州第四任州長

### 13日
- 哈桑·普里什蒂納，阿爾巴尼亞政治家，阿爾巴尼亞第8任總理

### 18日
- 詹姆斯·威廉姆森，英國電影導演

### 22日
- 亞歷山德羅斯·孔圖利斯，希臘將軍

### 23日
- 瑪麗·卡希爾，美國歌手、女演員
- 阿道夫·路斯，奧地利-捷克斯洛伐克建築師

### 30日
- 庫斯塔·艾馬拉，芬蘭政治家

## 9月

### 2日
- 弗朗切斯科·德·皮內多，義大利飛行員

### 7日
- 第一代法罗顿的格雷子爵爱德华·格雷，英國政治家

### 8日
- 伊拉克國王费萨尔一世

### 10日
- 朱塞佩·坎帕里，義大利歌劇歌手、大獎賽車手

### 17日
- 朱爾斯·庫洛，法國昆蟲學家
- 約瑟夫·德·皮羅，馬爾他羅馬天主教神父、傳教士和上帝的僕人

### 20日
- 安妮·贝赞特，英國神智學家、女權活動家、作家和演說家[6]

### 21日
- 宮澤賢治，日本小說家和兒童文學詩人

### 24日
- 多蘿西婭·貝爾德，英國女演員

### 25日
- 保罗·埃伦费斯特，奧地利-荷蘭物理學家
- 林·拉德納，美國作家[7]

### 26日
- 威廉·甘迺迪-科克倫-派翠克，英國出生的飛行王牌

### 28日
- 亞歷山大·馮·克羅巴廷，奧匈帝國元帥和政治家

## 10月

### 4日
- 愛德華·里昂·布赫沃爾特，美國聯盟隊長和商人

### 5日
- 蕾妮·阿多莉，法國女演員

### 7日
- 喬·拉巴迪，美國勞工召集人

### 16日
- 伊斯梅尔·蒙特斯，玻利維亞將軍和政治人物，玻利維亞第26任總統

### 27日
- 艾米莉·墨菲，加拿大女權活動家[8]

### 29日
- 喬治·盧克斯，美國畫家
- 阿尔贝·卡尔梅特，法國細菌學家、免疫學家
- 保罗·潘勒韦，法國數學家和政治家，法國第62任總理

## 11月

### 3日
- 皮埃爾·保羅·埃米爾·魯，法國醫生

### 5日
- 德克薩斯·吉南，美國女演員、製片人和企業家

### 6日
- 安德列·李雅普切夫，保加利亞第22任總理

### 8日
- 彼得羅·阿爾貝托尼，義大利心理學家、政治家
- 穆罕默德·纳第尔·沙阿，阿富汗國王

### 16日
- 塞普勒斯的基里洛斯三世，塞普勒斯東正教大主教

### 18日
- 法蘭西斯科·哈威爾·加西奧拉，墨西哥外交官、律師和政治家

### 20日
- 奧古斯丁·比雷爾，英國政治家和作家

### 21日
- 伊內茲·克拉夫，美國女演員

### 23日
- 尤西比奧·埃爾南德斯·佩雷斯，古巴優生學家、產科醫生和遊擊隊員
- 弗朗索瓦·阿爾伯特，法國記者

### 30日
- 亞瑟·柯里，加拿大將軍

## 12月

### 2日
- 克拉倫斯·伯頓，美國演員
- 埃米爾·邁耶森，波蘭-法國認識論家、化學家和哲學家

### 4日
- 斯特凡·格奥尔格，德國詩人

### 6日
- 奧古斯特·夏普瓦，法國作曲家

### 8日
- 山本權兵衛，日本帝國軍官，日本第8任首相
- 卡爾·賈托，德國飛機先驅
- 約翰·喬利，愛爾蘭物理學家

### 10日
- 亞諾什·哈迪克，匈牙利第19任總理

### 16日
- 羅伯特·錢伯斯，美國作家[9]

### 17日
- 土登嘉措，第十三世達賴喇嘛
- 奧斯卡·波蒂奧雷克，奧匈帝國將軍

### 18日
- 漢斯·維辛格，德國哲學家

### 19日
- 喬治·傑克遜·丘奇沃德，英國大西部鐵路公司首席機械工程師
- 腓特烈·馮·英格諾爾，德國海軍上將

### 21日
- 朵拉·蒙特菲奧雷，英國女權主義者和社會主義者
- 克努德·拉斯穆森，丹麥極地探險家和人類學家
- 托德·斯隆，美國騎師

### 24日
- 安哈特的艾瑞伯特親王

### 25日
- 法蘭西斯科·馬西亞，加泰隆尼亞自治政府主席

### 26日
- 阿纳托利·卢那察尔斯基，俄國馬克思主義革命家
- 愛德華·維爾德，愛沙尼亞作家

### 29日
- 伊恩·杜卡，羅馬尼亞第35任總理